# René Marsiglia
René Marsiglia (Aubagne, 1959. szeptember 17. – Cagnes-sur-Mer , 2016. szeptember 25.) francia labdarúgó, hátvéd, edző.

## Pályafutása

### Játékosként
1968-ban az Aubgane FC csapatában kezdte a labdarúgást, majd 1972-től az SO Caillols korosztályos csapatában folytatta, ahol 1975-ben mutatkozott be az első csapatban. 1976 és 1978 között a Boulogne, 1978 és 1983 között a Lille, 1983 és 1985 között a Lens, 1985 és 1987 között a Toulon, 1987 és 1994 között a Nice, 1994-95-ben az Amiens játékosa volt. Az aktív labdarúgást 1995-ben fejezte be.

### Edzőként
1998 és 2000 között utolsó klubjánál, az Amiens SC csapatánál kezdte edzői pályafutását. 2001-02-ben az AS Cannes, 2002-03-ban az Olympique Alès, 2003-04-ben ismét a Cannes szakmai munkáját irányította. 2010 és 2012 között az OGC Nice csapatánál tevékenykedett, az első idényben segédedzőként, a következőben vezetőedzőként. 2012-13-ban az emírségekbeli Dubai Club együttesénél dolgozott. 2013-14-ben a Nîmes Olympique vezetőedzője volt.